# William Starr Miller I.
William Starr Miller I. (* 22. August 1793 in Wintonbury (heute Bloomfield), Connecticut; † 9. November 1854 in New York City) war ein US-amerikanischer Politiker. Zwischen 1845 und 1847 vertrat er den Bundesstaat New York im US-Repräsentantenhaus.

## Werdegang
William Starr Miller I. wurde ungefähr zehn Jahre nach dem Ende des Unabhängigkeitskrieges in Wintonbury geboren. Er genoss eine gute Schulbildung. 1845 war er Mitglied im Board of Aldermen von New York City. Politisch gehörte er der American Party an. Bei den Kongresswahlen des Jahres 1844 wurde er im dritten Wahlbezirk von New York in das US-Repräsentantenhaus in Washington, D.C. gewählt, wo er am 4. März 1845 die Nachfolge von Jonas P. Phoenix antrat. Er erlitt im Jahr 1846 bei seiner Wiederwahlkandidatur eine Niederlage und schied nach dem 3. März 1847 aus dem Kongress aus. Er starb am 9. November 1854 in New York City und wurde auf dem Green-Wood Cemetery in Brooklyn beigesetzt. Zwei Jahre nach seinem Tod wurde sein Neffe William Starr Miller II. geboren, der nach ihm benannt wurde.